# 북창화력발전련합기업소
북창화력발전련합기업소는 조선민주주의인민공화국의 화력발전소이다.

## 개요
북창화력발전련합기업소는 평안남도 북창군 북창읍에 위치하고 있다.
1960년 12월 소련의 경제지원 협정에 의해 건설이 결정되여 착공하였다. 이후 1971년 1단계 60만 kW 규모로 완공되었다. 이후 6개년인민경제계획 시기에 들어서 60만 kW의 설비를 더 증설하는 2단계 공사를 1976년까지 진행하여 120만 kW 발전능력을 갖추었다. 1984년에는 추가로 40만 kW 발전설비를 증설하여 조선민주주의인민공화국에서 가장 큰 규모의 화력발전소가 되었다. 

## 쓰임새
발전소의 용량은 10만 킬로와트 복수식발전기 16대, 320 t/h 능력의 보일러 16대로 이루어져있으며 년간 약 500만 t의 석탄을 소비하고 있다.
냉각용수는 대동강에서 취수하여 조달하고 있으며 연료는 덕천, 형봉, 서창, 덕성, 제남, 남양, 희안, 득장, 장안, 송남 탄광 등에서 보장받고 있다. 연간 약 500만 톤의 석탄을 소비하고 있다. 특히 제남탄광과는 13.6 ㎞ 길이의 삭도를 통해 석탄을 수송하고 있다. 발전소의 재와 슬래그 량은 평균석탄소비량의 20 ~ 25%에 해당하는데 이 재들은 연재벽돌공장의 원료로도 쓰이고 있다.
발전소퇴수의 영향으로 발전소로부터 약 40 ㎞ 구간의 하류까지 대동강의 수온이 높아져 겨울에도 얼지 않는 등의 환경적인 영향을 주고 있다.
상원변전소, 강계청년발전소, 2.8 비날론 변전소, 장진강발전소 등과 220 kV 송전선로로 이어져 있으며 평양으로는 상원변전소를 중개하여 평양1, 평양3 변전소를 통해 송전하고 있다. 이 발전소가 세워짐으로 인하여 조선의 동부지구에서 서부지구로 송전하던 것을 반대로 서부지구에서 동부지구로 전력공급을 할 수 있게 되었다.

## 참고 문헌
- 민족문화대백과사전 - 북창화력발전소
- 김익성 외. 조선지리전서 공업지리편. 교육도서출판사, 1989. p116-124
- 강필순 외. 조선지리전서 운수지리편. 교육도서출판사, 1988, p378-380
- 차석칠 외. 조선지리전서 경제지리편. 교육도서출판사, 1990. p92